# Билхилда
Билхилда (на латински: Bilchilde, Bilichildis, Blithilde; † 675 г.) е кралица на франките, съпруга на Хилдерих II, Меровингски крал на франките от 662 до 675 г. в Неустрия и Бургундия.

## Биография
Дъщеря е на Сигиберт III (под-крал на Австразия 630 – 656) и Химнехилда (Chimnechild). Внучка е на Дагоберт I, (крал на франките 629 – 639) и правнучка на крал Хлотар II Велики (584 – 623). Сестра е на Дагоберт II (* 652; † 679).
Между 18 октомври и 9 декември 662 г. или 668 г. Билхилда се омъжва за братовчед си Хилдерих II, на когото дотогава майка ѝ е регентка до 662 г. Двамата имат около 670 г. два сина Дагоберт и Хилперих II.
През есента 675 г. бременната Билхилда, Хилдерих II и син им Дагоберт са убити при заговор с причина неразбирателство в двореца между австразийската и неустрийската партия. Петгодишният им син Хилперих II, както тогава било прието, е изпратен в манастир, където живее под името „Брат Даниел“ до 715 г.
Билхилда е погребана с Хилдерих II в абатството Сен Жермен де Пре в Париж.